# オ・ラ・イ・ナ・エ
 オ・ラ・イ・ナ・エ（原題：Dream Away）は、1983年2月25日に発売されたジョージ・ハリスン（George Harrison）のシングルである。日本限定リリース。

## 概要
1982年発表のアルバム『ゴーン・トロッポ』収録曲で、テリー・ギリアム監督のファンタジー映画『バンデットQ』の主題歌。日本語タイトルは、歌い出しのフレーズ（"Oh Ry In Eye Ay"）を元にしている。
『バンデットQ』の日本公開とほぼ同時期に、日本独自企画でシングル・カットされた。カップリング曲も、『ゴーン・トロッポ』収録曲。

## 収録曲
- オ・ラ・イ・ナ・エ(Dream Away)
- アンノウン・デライト(Unknown Delight)